# Daniel Sánchez Ayala
Daniel Sánchez Ayala (* 7. November 1990 in El Saucejo, Provinz Sevilla) ist ein spanischer Fußballspieler auf der Position eines Abwehrspielers. Zuletzt stand er beim englischen Verein Blackburn Rovers unter Vertrag.

## Vereinskarriere

### Karrierebeginn in Spanien
Seine Karriere begann der im Jahre 1990 in der Stadt El Saucejo in der Provinz Sevilla geborene Ayala bei seinem Heimatverein, dem CF El Saucejo, ehe es ihn nach nur kurzer Zeit im Nachwuchs seines Heimatklubs ins nahegelegene Sevilla zog. Dabei wurde er vom spanischen Großklub FC Sevilla unter Vertrag genommen und durchlief bei diesem sämtliche Jugendspielklassen. Nach einigen Jahren im vereinseigenen Nachwuchs wurde dem jungen Defensivakteur ein Profivertrag in Aussicht gestellt, den dieser jedoch ablehnte und stattdessen einen Wechsel nach England bekanntgab. Zudem stand er während dieser Zeit auch kurz vor der Aufnahme in die gerade eben erst in die Zweitklassigkeit aufgestiegene B-Mannschaft des FC Sevilla. Gleich nach der Bekanntgabe des Wechsels kehrte Ayala seinem Heimatland den Rücken und wechselte in den Jugendbereich des FC Liverpool, der für den gelernten Abwehrspieler eine Ausbildungsentschädigung von £ 160.000 bezahlte und ihm einen Dreijahresvertrag unterbreitete. Dort kam er in der Spielzeit 2007/08 vorwiegend im U-18-Team des Vereins zum Einsatz, absolvierte aber auch einige Spiele in der Reservemannschaft mit Spielbetrieb in der Premier Reserve League, mit der er sich im Endklassement mit einem Vorsprung von 13 Punkten auf den Nächstplatzierte, die Reservemannschaft von Manchester City, klar als Meister absetzte. Aufgrund seiner Leistungen wurde der gelernte Abwehrspieler, der sowohl auf der linken und rechten Verteidigerposition als auch als Innenverteidiger eingesetzt werden kann, ab der Saison 2008/09 beinahe ausschließlich im Reserveteam des FC Liverpool eingesetzt. In dieser Saison konnte sich das Team aus Liverpool allerdings nicht wirklich durchsetzen und konnte sich erst wieder zur Spielzeit 2009/10 nach oben hocharbeiten, wo man auf dem dritten Tabellenplatz in der Premier Reserve League North die Saison abschloss. Zuvor trat er, obwohl er zu diesem Zeitpunkt verletzt war, im Finale des FA Youth Cup der Saison 2008/09 an, verlor die beiden Partien basierend aus Hin- und Rückspiel mit einem Gesamtscore von 2:6 gegen den Nachwuchs des FC Arsenal.

### Profidebüt beim FC Liverpool
Nachdem Ayala in der Vorbereitungsphase zur Spielzeit 2009/10 auf der Tour der Profimannschaft durch Thailand und die Schweiz aufgrund seiner gebotenen Leistung überzeugen konnte, wurde er noch im ersten Saisonspiel des FC Liverpool, einer 1:2-Auswärtsniederlage gegen Tottenham Hotspur am 16. August 2009, als Ersatzspieler eingesetzt. In der Begegnung ersetzte er ab der 75. Spielminute den angeschlagenen Martin Škrtel. Bereits in der darauffolgenden Runde stand der junge Spanier erstmals von Beginn an auf dem Rasen. Beim klaren 4:0-Heimerfolg über Stoke City agierte er an der Seite von Jamie Carragher und spielte über die volle Matchdauer durch. Im weiteren Saisonverlauf, in dem es der FC Liverpool auf den siebenten Tabellenplatz schaffte, wurde Daniel Ayala in weiteren drei Ligapartien eingesetzt, davon in zwei im Saisonfinish und hiervon erneut in einem über die volle Spieldauer. Kurz nach seinem 19. Geburtstag wurde Ayalas Vertrag Mitte November 2009 um drei weitere Jahre bis Juni 2012 verlängert. Um Spielpraxis zu sammeln, entschieden sich die Verantwortlichen des Liverpooler Großklubs dafür, den spanischen Abwehrrecken leihweise an einen anderen Verein abzugeben. Am 11. September 2010 wurde Ayala schließlich an den englischen Zweitligisten Hull City verliehen, bei dem er noch am selben Abend bei einer 0:2-Auswärtsniederlage gegen Cardiff City eingesetzt wurde und dabei durchspielte. Bei seinem zweiten Einsatz für Hull City, einem 2:0-Heimerfolg über Derby County, erzielte er am 14. September 2010 den ersten Profitreffer in seiner Karriere und war dabei neben Robert Koren einer von zwei Neuzugängen, die an diesem Abend für Hull City ins gegnerische Tor trafen. Nachdem seine Leihzeit anfangs nur für einen kurzen Zeitraum ausgerichtet war, wurde diese vom FC Liverpool noch am 20. September bis zum 1. Januar 2011 verlängert. Am 27. Dezember 2010 kehrte er schließlich etwas verfrüht, jedoch verletzungsbedingt, zu seinem Stammverein zurück und hatte bis zu diesem Zeitpunkt zwölf Partien in der Zweitklassigkeit absolviert und einen Treffer beigesteuert.
Nach einer Regenerationsphase wurde Ayala im Februar 2011 ein neuerlicher Leihvertrag unterbreitet. Diesmal beim ebenfalls in der Zweitklassigkeit agierenden Klub Derby County, gegen den der Spanier auch seinen ersten Pflichtspieltreffer als Profi erzielt hatte, und der ihn bis zum Saisonende unter Vertrag nahm. Der Wechsel hatte sich etwas verzögert, da der spanische Defensivakteur erst seine Oberschenkelverletzung auskurieren musste, bevor er einen Wechsel antrat. Nachdem er bereits bei Hull City bei all seinen zwölf Ligaauftritten über die volle Matchdauer durchspielte, tat er dies bis auf eine Begegnung auch beim Klub aus der Stadt Derby. Bei Hull City noch sechs gelbe Karten kassiert, bekam er bei seiner zweiten Leihstation immerhin vier, war aber erneut auch in der Offensive aktiv, wobei er zwei Torvorlagen beisteuerte, ehe er zum Saisonende wieder zu seinem Stammklub nach Liverpool zurückkehrte.

### Norwich City
Trotz der zahlreichen Einsätze in der zweiten Liga konnte er den FC Liverpool nicht von seinen Qualitäten überzeugen. Im August 2011 wechselte er daher zu Norwich City, das ab der Saison 2011/12 erstklassig spielt. Er unterschrieb dort einen Vierjahresvertrag.
Am 7. August 2012 wechselte Ayala für eine Saison auf Leihbasis zum Zweitligisten Nottingham Forest.

## Nationalmannschaftskarriere
Bereits während seiner Zeit beim FC Sevilla sammelte Ayala einige Erfahrung in den spanischen Jugendnationalauswahlen, als er unter anderem mit dem U-17-Nationalteam mittrainierte, jedoch in keinem offiziellen Länderspiel eingesetzt wurde. Stattdessen wurde er erst im Jahre 2011 aufgrund seiner konstant starken Leistung vom spanischen U-21-Nationaltrainer Luis Milla ins spanische Aufgebot geholt, als man im März 2011 in einem freundschaftlichen Länderspiel auf die Alterskollegen aus Frankreich traf. Bei der späteren 2:3-Niederlage gegen Frankreich am 24. März 2011 spielte Daniel Ayala schließlich über die volle Spieldauer durch.

## Erfolge
- 1× Meister Premier Reserve League: 2007/08
- 1× Finalist des FA Youth Cup: 2008/09